# Leandrão
Leandro Costa Miranda Moraes, meglio noto come Leandrão (Uberlândia, 18 luglio 1983), è un allenatore di calcio ed ex calciatore brasiliano, tecnico del America-RJ.

## Palmarès

### Competizioni nazionali
- Campionato Gaúcho: 4

Internacional: 2002, 2005, 2008, 2009
- Campionato Pernambucano: 1

Sport Recife: 2010
- Campeonato Brasileiro Série C: 1

ABC: 2010
- Campeonato Potiguar: 1

ABC: 2011
- Campeonato Paraense: 1

Remo: 2014
- Copa Rio: 1

Boavista: 2017